# Krápník (přírodní památka)
Krápník je skalní převis severně od obce Tuhaň v okrese Česká Lípa, v západní části Chráněné krajinné oblasti Kokořínsko – Máchův kraj, v sousedství přírodní památky Martinské stěny. V letech 1991–2001 byl chráněn jako přírodní památka ev. č. 1355.

## Popis a historie
V pískovcovém skalnatém hřbetu porostlém převážně borovicemi je celá řada skalních věží, dolů, převisů. Zhruba 2,5 km jižně od hory Vlhošť na katastru vesnice Tuhanec (spadající pod obec Tuhaň) je velký skalní převis, nazývaný Krápník. Je otevřený k severovýchodu, dlouhý 47 metrů, hluboký 10 a při okraji vysoký 12 metrů. Na dně je řada velkých kamenů, které se zhruba přes 3000 roky odlomily ze stropu, v němž se časem vytvořily voštiny.[zdroj?] Prováděný průzkum znamenal objevení keramických střepů pocházejících z nádob lužické kultury v době bronzové.[zdroj?]
V převisu byl objeven vyrytý nápis s letopočtem 1702. Je pravděpodobné, že se zde v době protireformace schovávali uprchlíci.
Název převis získal díky rychle skapávající vodě ze stropu do prohlubně pod skalou.
Důvodem ochrany byl pískovcový převis s typickou voštinovou výzdobou. Ze seznamu přírodních památek byl útvar vyňat v roce 2001.

## Další zajímavá místa
Poblíž tohoto převisu je zhruba o třetinu menší podobný útvar nazývaný Tisícový kámen. Celá oblast je součástí Ralské pahorkatiny, resp. jeho geomorfologického okrsku Polomené hory.

## Přístup
K převisu vede vyznačená odbočka z zeleně značené turistické trasy, která je vedena pod Vlhoštěm kolem celé řady zdejších přírodních památek, jako je Stříbrný vrch, Husa či Kostelecké bory. Nejbližší silnice je 3 km na západ č. 260 od Blíževedel na Tuháň. Železniční trať v této oblasti žádná není.